# چشم‌وهم‌چشمی (فیلم)
چشم‌وهم‌چشمی (انگلیسی: Keeping Up with the Joneses) یک فیلم کمدی به کارگردانی گرگ موتلا است که در ۱ آوریل ۲۰۱۶ منتشر شد.

## خلاصه داستان
در حومهٔ شهر، زوجی به‌طور ناخواسته، درگیرِ یک ماجرای جاسوسی بین‌المللی می‌شوند. آنها در می‌یابند که همسایگانِ به‌ظاهر خوب آنها، در واقع جاسوسان دولتی هستند.

## بازیگران
- جان هم
- زک گالیفیناکیس
- گل گدوت
- آیلا فیشر
- مریبث مونرو

## مکان فیلم‌برداری
تصویربرداری فیلم از ۲۰ آوریل ۲۰۱۵ در شهر آتلانتا در ایالت جورجیا آغاز شد.